# Constant Vereniging voor Kunst en Media
Constant is een vereniging zonder winstoogmerk, gevestigd in Brussel sinds 1997, die wordt gerund door kunstenaars en actief op het gebied van kunst, media en technologie. De organisatie ondersteunt het gebruik van vrije software in een artistieke context. 
Constant organiseert activiteiten voor kunstenaars, ontwerpers en onderzoekers die geïnteresseerd zijn in experimenten, discussies en uitwisselingen. Deze activiteiten vertalen zich als werksessies, residenties, workshops, tentoonstellingen, presentaties. Constant werkt onder andere samen met Wikimedia België en Creative Commons België.

Constant werd opgericht in 1997 door Dirk De Wit. Sinds 2006 wordt Constant door de Vlaamse Gemeenschap erkend als kunstenwerkplaats. Constant functioneert in een internationaal netwerk van media-organisaties. Internationale samenwerkingsprojecten omvatten: In 2011 maakte ze deel uit van het netwerk van medialabs LabtoLab. Vanaf 2015 werkt Constant samen met esc medienkunstlabor in Graz, Oostenrijk aan de tentoonstellingserie Iteraties.

## Activiteiten
De organisatie ondersteunde in 2004 de vertaling van de Creative Commons licentie naar de Belgische wetgeving.
Tussen 1997 en 2013 organiseerde Constant het mediakunstfestival Verbindingen/Jonctions. 
In 2012 nam Constant deel aan Documenta 13. Constant-leden Nicolas Malevé en Michael Murtaugh ontwikkelden in opdracht van het curatorencollectief Kurator een serie experimenten met het archief van de finse kunstenaar en technologie-pionier Erkki Kurenniemi.
Vanaf 2014 organiseert de organisatie multidisciplinaire werksessies. Voorbeelden daarvan zijn: de meeting Gender Blending die plaatsvond bij de Beursschouwburg en Cqrrelaties die doorging bij Vlaams-Nederlands Huis deBuren

## Publicaties
- Parlez_vous Saint-Gillois? / Spreekt U Sint-Gillis ISBN 978-9-0811-4594-7
- La Langue Schaerbeekoise / De Schaarbeekse Taal
- Verbindingen/Jonctions 10, Tracks in the electr(on)ic fields
- Conversations